# Parent, Schaken, Caillet et Cie
La compañía Parent, Schaken, Caillet et Cie se formó el 6 de septiembre de 1861, en la forma de una sociedad comanditaria, a fin de realizar construcciones mecánicas. Creó un taller de construcción en Fives, en el departamento Norte.
El 9 de noviembre de 1861, la compañía toma el nombre de Participation JF Cail, Parent, Schaken, Houel, y Caillet, Paris et Fives-Lille por el hecho de un acuerdo de cooperación con Jean-François Cail.
En 1865, la compañía se convirtió en Compagnie de Fives - Lille.